# James Richardson Logan
James Richardson Logan (10 de abril de 1819 Berwickshire, Escócia - 20 de outubro de 1869 Penang, Estabelecimentos dos Estreitos) foi o homem que popularizou o nome Indonésia depois de ter sido cunhado pelo etnólogo inglês George Windsor Earl. Era um proeminente advogado, um editor da Pinang Gazette e um ex-aluno de Earl que, em 1850, publicou o termo 'Indu-nesians' para descrever os povos da região.
Logan morreu em 20 de outubro de 1869 e é enterrado no Antigo Cemitério Protestante em George Town. Uma estátua de mármore dele permanece no complexo de Penang High Court. A rua Logan é assim designada depois dele.